# Гагаринская улица (Сестрорецк)
Гага́ринская у́лица — улица в городе Сестрорецке Курортного района Санкт-Петербурга. На 2020 год на ней построено 45 зданий.

### Расположение
Находится на южной окраине Сестрорецка. Проходит от Гагаринской набережной до 3-й Попереченой улицы. Приморское шоссе пересекает под путепроводом.

### Название
Многие считают, в том числе и сами жители Сестрорецка, что улица названа в честь героя-космонавта Ю. А. Гагарина. Однако наименование появилось в конце XIX веке по местности Гагарка (часть Разлива).

### История
Первоначально улица проходила от Сестрорецкой железнодорожной линии до улицы Токарева перпендикулярно современному направлению. Современная дорога носила название Гагарская гривка. Название связано с тем, что на территории местности Гагарка она проходит по гребню террасы.
В 1930-х годах участок от улицы Токарева до Гагарской гривки был упразднен, а название Гагаринская улица распространился на Гагарскую гривку. Таким образом, улица увеличилась в длине и стала иметь форму буквы Г. В 1980-х годах участок к Перепадской набережной был упразднен. На 2020 год улица имеет протяженность 1,4 км.
В 1964 году над Гагаринской улицей построили Сестрорецкий путепровод.

### Дом призрения и туберкулезная больница
В начале XX века (1906 год) в Сестрорецке был построен Дом призрения. Он включал в себя: главный корпус, прачечная, баня, парк, фонтан и ограда.
Дом призрения позже был переформирован в туберкулёзную больницу, где лечили больных с открытой формой туберкулёза. В постсоветское время больница начала приносить большие убытки из-за малого количества больных и больших коммунальных издержек. Санитарные требования не были соблюдены на необходимом уровне. Больница была закрыта и приватизирована. В планах владельца было открыть здесь частную клинику, однако он неожиданно скончался. Были предприняты попытки создания совместных предприятий с иностранным капиталом, но ни один из этих планов так и не был претворен в жизнь.
В начале XXI века в местной печати опубликовали сообщение, что оставшиеся руины будут зачищены под новое строительство. С башенки больницы, куда ещё можно попасть открывается прекрасный вид на Финский залив. Также, достаточно серьезно велся разговор о восстановлении здания, так как считалось, что оно представляет собой историческую и культурную ценность Курортного района Санкт-Петербурга.
Однако, после 30 лет простоя здание было полностью снесено. На месте больницы был построен жилой комплекс «Дом у Разлива».
На руинах здания журналистом Невзоровым был снят печально известный фильм о Чеченской войне.